# Jan Chlístovský
Jan Chlístovský (* 15. Mai 1934 in Prag) ist ein ehemaliger tschechoslowakischer  Radrennfahrer und nationaler Meister im Radsport.

## Sportliche Laufbahn
Chlístovský war Bahnradsportler und bestritt vorwiegend Ausdauerdisziplinen. Er war Teilnehmer der Olympischen Sommerspiele 1960 in Rom. Dort startete er in der Mannschaftsverfolgung und wurde dabei gemeinsam mit Ferdinand Duchoň, Slavoj Černý und Josef Volf auf dem 5. Rang klassiert.
1953 gewann er die nationale Meisterschaft in der Einerverfolgung. Chlístovský startete für den Verein TJ Dukla Prag.